# Калјумет (Пенсилванија)
Калјумет (енгл. Calumet) насељено је место без административног статуса у америчкој савезној држави Пенсилванија.

## Демографија
По попису из 2010. године број становника је 1.241.
| Група             | 2000.    | 2010.         |
| Белци             | 0 (0,0%) | 1.228 (99,0%) |
| Афроамериканци    | 0 (0,0%) | 1 (0,1%)      |
| Азијати           | 0 (0,0%) | 0 (0,0%)      |
| Хиспаноамериканци | 0 (0,0%) | 4 (0,3%)      |
| Укупно            | 0        | 1.241         |